# Peppe Vessicchio
Peppe Vessicchio, pseudonimo di Giuseppe Vessicchio (Napoli, 17 marzo 1956), è un direttore d'orchestra, arrangiatore e personaggio televisivo italiano, principalmente attivo nell'ambito della musica leggera e particolarmente noto per il suo ruolo di direttore d'orchestra al Festival di Sanremo.

## Biografia

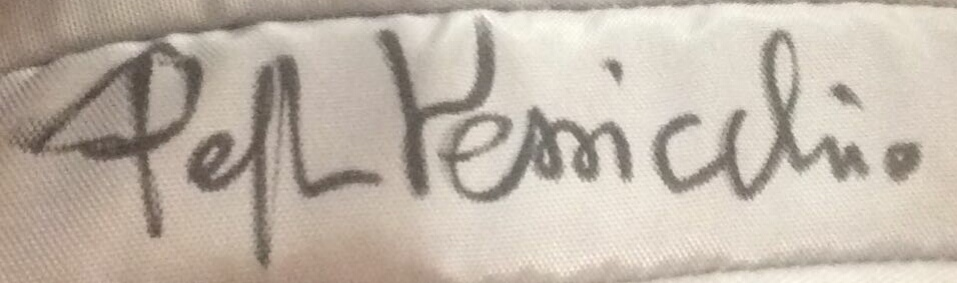
Autografo

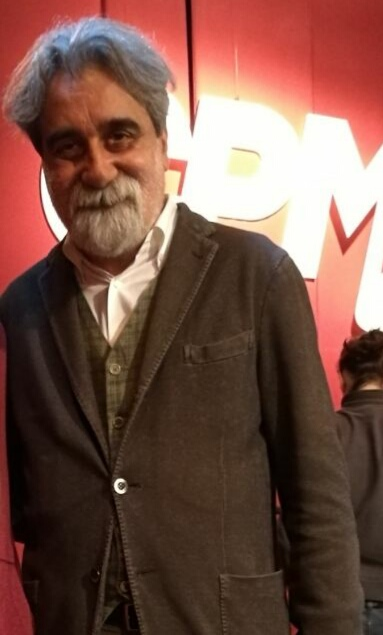
Vessicchio nel 2017

Compie i suoi primi passi nel mondo della musica nella sua città, dove realizza dischi per cantanti come Buonocore, Bennato, Di Capri, Gagliardi e Sastri. Poco dopo Vessicchio incomincia una fertile collaborazione con Gino Paoli, col quale scrive a quattro mani successi come Ti lascio una canzone, Cosa farò da grande, Coppi.
Al contempo è attivo - fin dalla sua fondazione nel 1975 - nei ranghi de I Trettré (all'epoca attivi, col nome de I Rottambuli, perlopiù nell'ambito dell'avanspettacolo), figurandovi, assieme ai concittadini Mirko Setaro e Edoardo Romano, in seno alla loro formazione originale, in cui si occupa perlopiù del lato musicale, suonando infatti chitarra e pianoforte. Tuttavia alcuni anni dopo, di fronte alla prospettiva di assestarsi come comico, in conformità al profilo di cabarettisti che il trio va sempre più assumendosi col passar del tempo, decide invece di voler proseguire a tempo pieno il suo percorso di musicista e lascia quindi il gruppo prima che questo raggiunga la sua grande popolarità all'inizio degli anni ottanta, venendovi sostituito in pianta stabile da Gino Cogliandro.
Partecipa anche a produzioni televisive come Va' pensiero, Di che vizio sei?, Club 92, Buona Domenica, Viva Napoli, Note di Natale e molte altre. È una presenza fissa al Festival di Sanremo dal 1990, ricevendo nel 1994, nel 1997, nel 1998, il premio come miglior arrangiatore; nell'edizione del 2000 viene premiato, sempre per gli arrangiamenti, dalla giuria speciale presieduta da Luciano Pavarotti. Ha vinto quattro Festival di Sanremo come direttore d'orchestra (nel 2000 con Sentimento degli Avion Travel, nel 2003 con Per dire di no di Alexia, nel 2010 con Per tutte le volte che di Valerio Scanu e nel 2011 con Chiamami ancora amore di Roberto Vecchioni).
È noto al grande pubblico per le sue presenze come direttore d'orchestra al Festival di Sanremo e come insegnante di musica e direttore d'orchestra nel programma televisivo Amici di Maria De Filippi. Ha scoperto ad Amici l'aspirante tenore Matteo Macchioni. Ha partecipato alla webtv Witty TV di Maria De Filippi. Ha inoltre scritto Sogno di Andrea Bocelli. È stato arrangiatore per Roberto Vecchioni, Andrea Bocelli, Elio e le Storie Tese, Syria, Fiordaliso, Zucchero Fornaciari, Lorella Cuccarini, Avion Travel, Ron, Biagio Antonacci, Ornella Vanoni, Fred Bongusto, i Baraonna, Tom Jobim, Ivana Spagna, Max Gazzè, Valerio Scanu. È autore degli arrangiamenti e direttore dell'orchestra sinfonica di 40 elementi che ha suonato nelle canzoni del cd La nostra canzone di Ivana Spagna.
Ha diretto in mondovisione l'orchestra che ha suonato in onore di John Lennon dal Cremlino; al Teatro Smeraldo di Milano ha poi diretto "Mario Biondi and The Duke Orkestra", e da quella serata è stato registrato il CD live I Love You More. Vessicchio è socio dell'Associazione Trenta Ore per la Vita, e in occasione dei 20 anni dell'associazione ha diretto l'orchestra Il Sesto Armonico. Ha inoltre partecipato alla crociera solidale nel Mediterraneo dal 30 marzo al 6 aprile 2014. Dal 2017 fa parte della commissione selezionatrice dei brani dello Zecchino d'Oro di cui è direttore artistico. Sempre nel 2018, ha accettato di dirigere l'orchestra del gruppo rock più grande del mondo, il progetto Rockin'1000, allo Stadio Artemio Franchi di Firenze. Durante il Festival di Sanremo 2020 ha ricevuto l'ovazione del pubblico presente in sala.
Nel corso della quarta serata del Festival di Sanremo 2022 si è esibito insieme a Le Vibrazioni suonando il piano nella cover di Live and Let Die dei Wings. L'anno seguente è a Sanremo nella veste di opinionista fisso per Muschio selvaggio, podcast condotto da Fedez e Luis Sal, e come direttore d'orchestra ospite durante la serata dedicata alle cover, dirigendo, insieme a Enrico Melozzi, l'orchestra per l'interpretazione di Gianluca Grignani e Arisa del brano Destinazione Paradiso. Nel 2024 è di nuovo direttore d'orchestra ospite dirigendo, insieme a Leonardo De Amicis, i Jalisse, ospiti nella serata delle cover. Dal 2024 è il direttore artistico del master e del perfezionamento universitari finalizzati alla prevenzione e alla cura degli artisti.

## Filmografia

### Cinema
- Giggi il bullo, regia di Marino Girolami (1982)

### Televisione
- Pesci piccoli 2 - Un'agenzia. Molte idee. Poco budget – serie TV (2025)

## Programmi televisivi
- Trenta ore per la vita (Reti Mediaset, 1994-2001)
- Buona Domenica (Canale 5, 1995-1996)
- Amici di Maria De Filippi (Canale 5, 2001-2012, 2018-2022)
- Prodigi - La musica è vita (Rai 1, 2017-2019)
- Tilt - Tieni il tempo (Italia 1, 2024) concorrente
- Tú sí que vales (Canale 5, 2024) giurato ospite
- Festival di Castrocaro (Rai 2, 2025) giurato

## Opere
- Peppe Vessicchio e Angelo Carotenuto, La musica fa crescere i pomodori, Rizzoli, 2017, ISBN 978-8817092357.